# Müllendorf
Müllendorf (ungerska: Szárazvám, kroatiska: Melindof) är en ort och kommun i Österrike. Den ligger i distriktet Eisenstadt-Umgebung i förbundslandet Burgenland, i den östra delen av landet, 40 km söder om huvudstaden Wien. Antalet invånare år 2023 är 1 469.